# Glucose-6-phosphate déshydrogénase
La déshydrogénase de glucose-6-phosphate ou glucose-6-phosphate-déshydrogénase (G6PD) est une oxydoréductase qui catalyse la réaction :
D-glucose-6-phosphate + NADP+  {\displaystyle \rightleftharpoons }  6-phospho-D-glucono-1,5-lactone + NADPH + H+.
Cette enzyme est la première de la voie des pentoses phosphates, dont elle est l'étape limitante et dont elle contrôle le flux. Elle catalyse l'oxydation du glucose-6-phosphate en 6-phosphoglucono-δ-lactone avec réduction concomitante d'une molécule de NADP+ en NADPH. Elle constitue l'une des sources importantes de ce cofacteur cellulaire.
Un déficit en glucose-6-phosphate-déshydrogénase est appelé favisme. Il se caractérise par un déficit en production de NADPH qui est indispensable à la capacité de régénération du glutathion et à la capacité de résister au stress oxydant.